# 南湖站 (杭州市)
南湖站是杭州地铁16号线的一个车站，位于中华人民共和国浙江省杭州市余杭区中泰街道S102省道与滨湖西路（工程名）交叉口西侧。

## 历史
- 2020年4月23日，车站投入运营[2]。

## 车站结构
本站为高架二层岛式站台，平行S102省道东西向布置，临近南湖。一层为站厅层，二层为16号线站台层。

### 楼层分布
| 1层 | 站厅               | 出入口、自动售票机、客服中心、安检通道 |  |  |
| 2层 |                    | █ 16号线 往九州街（南峰）              |  |  |
|     | 岛式站台，左侧开门 |                                        |  |  |
|     |                    | █ 16号线 往绿汀路（中泰）              |  |  |